# Forêts du Liban
Les forêts du Liban sont essentiellement des forêts de chêne et de pin. On trouve d'autres feuillus et d'autres conifères notamment le genevrier et le cèdre.
La carte des modes d'occupation des sols du Liban réalisée en 2001 (projet LEDO) indique que le chêne représente 55 % du couvert forestier, suivi du pin (12 %), du genevrier (9 %) et du cèdre (1 %). Les forêts mixtes représentent 19 %. Le reste 4 %.

## Cèdre du Liban

### Définition
Le Cèdre du Liban (Cedrus libani), parfois appelé Cèdre du mont Liban, est une espèce d'arbres conifères de la famille des Pinaceae. La principale caractéristique du cèdre du Liban provient de son port conique durant ses trente premières années, devenant tabulaire par la suite.

### Appellations
Cette espèce (Cedrus libani), fait partie de la famille des pinacées.

### Description botanique
Le tronc du cèdre du Liban se divise presque toujours en plusieurs grosses branches qui se ramifient en rameaux horizontaux formant une table à la cime. Son écorce est gris foncé, lisse et luisante, pour se fissurer avec le temps en écailles de petites dimensions. Son feuillage persistant comprend des aiguilles de 3 centimètres, piquantes, à section triangulaire et disposées en faisceaux sur de courts rameaux. Sa floraison intervient en septembre-octobre, contrairement à la plupart des conifères, dont la floraison a lieu au printemps. Ses fleurs mâles, en chatons bruns, sont allongées et coniques, tandis que ses fleurs femelles, verdâtres et en petites boules, apparaissent à l'extrémité des rameaux courts. Ses fruits, des cônes dressés de 10 centimètres, s'écaillent sur place en trois ans, ne laissant que la tige centrale dégarnie. 

### Origines
Selon la Bible, cet arbre prospérait au Moyen-Orient et en particulier au Liban, d'où son nom, un pays où il n'y a plus de nos jours que de maigres forêts. Ce cèdre a été introduit en Europe en 1650 et l'on raconte que le célèbre botaniste français Jussieu en aurait ramené un plant en 1734, en le cachant sous son chapeau ! Ce sujet prospère actuellement au jardin des Plantes, à Paris.

### Exigences culturales
Le cèdre du Liban peut se développer jusque 1.200 mètres d'altitude, en association à d'autres conifères. Il est peu exigeant pour le sol, mais préfère les situations ensoleillées et craint l'humidité stagnante. Il a besoin d'un mélange de sol sablonneux.

### Utilisation
Cet arbre est essentiellement utilisé à des fins ornementales. Ses jeunes pousses de printemps sont utilisées en gemmothérapie.

## Note de méthode
Les forêts du Liban sont difficiles à inventorier car la notion de forêt n'est pas définie de manière précise au Liban.
- La classification PNUD/FAO DE 1965 (cité par Ch. Dereix 1999) retient huit catégories selon l’essence dominante et le traitement et distingue trois types de densité (> 30 %, >10 % et <10 %). Seules les deux premières sont appelées forêt. L’espace contenant des espaces boisés représentait, en 1965, selon cette source, 134 673 hectares dont seulement 68 773  hectares considérés comme forêts.

- La carte de la FAO de 1990 a été réalisée par interprétation d'images satellites de 1987. La surface boisée retenue dans cette interprétation est de 70.000 ha dont 40.000 ha de feuillus et 30.000 ha de résineux. La carte FAO contient une typologie simplifiée résolument orientée sur l’usage et non plus la couverture du sol. La comparaison avec les autres données est de ce fait difficile.

- La carte des modes d'occupation des sols du Liban réalisée en 2001 (projet LEDO) par interprétation d’images satellites de 1998, indique une surface forestière de 132.300 ha dont 48.600 de forêt dense (> 60 % de recouvrement).